# 足立伸
足立 伸（あだち のびる、1958年3月21日 - ）は、日本の財務官僚。

## 来歴
鳥取県境港市出身、1976年鳥取県立米子東高等学校学校卒業、1980年東京大学法学部卒業、大蔵省入省。主計官、東京大学法学部助教授、財務総合政策研究所研究部長、函館税関長、ジャスダック証券取引所執行役等を経て、Jトラスト代表取締役。

## 略歴
- 1980年4月：大蔵省入省[1]。証券局配属[3]
- 1982年9月: 米国 Case Western Reserve University留学(経済学修士）[4]
- 1983年9月：米国ハーバード大学留学
- 1985年7月：理財局総務課企画係長[5]
- 1986年7月：尾道税務署長
- 1995年7月：大臣官房企画官
- 1997年6月：大臣官房秘書課財務官室長
- 1999年6月：主計局主計官（法規課）
- 2001年1月：財務省主計局主計官（総務・地方財政）
- 2002年6月：国際局調査課長
- 2004年6月：財務総合政策研究所研究部長
- 2005年6月：函館税関長
- 2006年3月：財務省大臣官房付、依願退官
- 2006年6月：ジャスダック証券取引所執行役
- 2008年10月：ETFセキュリティーズ・ジャパン代表取締役
- 2011年10月：日本MAソリューション代表取締役会長
- 2013年4月：Jトラスト顧問
- 2013年6月：Jトラスト常務取締役
- 2014年6月：Jトラスト代表取締役専務経営管理部担当
- 2014年12月：PT Bank Mutiara Tbk.代表理事
- 2015年1月：JT貯蓄銀行理事
- 2015年6月：Jトラスト代表取締役専務執行役員インドネシア銀行事業担当兼グローバルバンキング推進担当
- 2015年10月：Jトラスト取締役専務執行役員インドネシア銀行事業担当兼グローバルバンキング推進担当
- 2016年6月：Jトラスト専務取締役執行役員グローバルバンキング推進担当兼海外法務担当
- 2018年3月：JTRUST ASIA PTE.LTD.取締役
- 2020年3月：Jトラスト取締役執行役員海外法務担当兼東南アジア財務担当
- 2021年3月：Jトラスト常務取締役執行役員海外法務担当兼東南アジア担当[2]